# Киселёв, Виктор Дмитриевич
Виктор Дмитриевич Киселёв (1908—1980) — советский военачальник, полковник (1944).

## Биография
Родился 31 января 1908 года в городе  Балашов Саратовской губернии.
До службы в армии Киселёв проживал в Сталинграде и работал конторщиком в объединении «Союзмясо», с августа 1930 года — шлифовальщиком и председателем фабричного комитета на фабрике № 2 Сталметаллпрома.
В октябре 1930 года был призван в РККА и направлен в 34-й артиллерийский полк 34-й стрелковой дивизии Приволжского военного округа. По окончании полковой школы, с 1931 года, служил в том же полку младшим командиром. В феврале 1932 года был переведен на Дальний Восток, где служил в 8-м конно-артиллерийском полку 8-й кавалерийской дивизии Особой Краснознамённой Дальневосточной армии командиром взвода и политруком батареи и полковой школы. С января 1938 года исполнял должность инструктора политотдела Приморской группы войск ОКДВА. С апреля по август этого же года находился на фронтовых курсах партактива Дальневосточного фронта. Участвовал в боях у озера Хасан. После окончания боевых действий в октябре 1938 года был назначен старшим инспектором Политуправления 1-й Отдельной Краснознаменной армии. В мае 1941 года был переведен инспектором политотдела во вновь сформированную 25-ю армию Дальневосточного фронта.

### Великая Отечественная война
В Великую Отечественную войну батальонный комиссар В. Д. Киселёв в сентябре 1941 года был назначен начальником политотдела 415-й стрелковой дивизии, формировавшейся в 25-й армии и передислоцированной в район Серпухова Московской области, где в составе 49-й армии Западного фронта участвовала в оборонительных боях на южных подступах к Москве. С 31 декабря дивизия была подчинена 43-й армии и участвовала в контрнаступлении под Москвой, затем в Ржевско-Вяземской наступательной операции. С марта 1942 года старший батальонный комиссар В. Д. Киселёв исполнял должность военкома дивизии. С апреля по июнь находился на лечении по болезни в Центральном госпитале Москвы, затем был назначен военкомом штаба 32-й армии Карельского фронта.
С октября 1942 по 10 июля 1943 года подполковник В. Д. Киселёв проходил обучение на курсах «Выстрел», затем был назначен командиром 39-го стрелкового полка 4-й стрелковой дивизии, с которой в составе 11-й армии Западного, а с 30 июля — Брянского фронтов участвовал в Курской битве, Орловской и Брянской наступательных операциях. С декабря 1943 года дивизия входила в состав 48-й армии Белорусского (с февраля 1944 — 1-го Белорусского) фронта и вела бои по удержанию плацдарма на западном берегу Днепра. С 15 марта 1944 года подполковник Киселёв вступил в должность заместителя командира 4-й стрелковой Бежицкой дивизии, которая в апреле 1944 года она была передана 69-й армии 1-го Белорусского фронта и в её составе участвовала в Белорусской, Люблин-Брестской наступательных операциях. С 8 октября по 25 ноября 1944 года и с 26 декабря 1944 по 9 февраля 1945 года Виктор Дмитриевич временно командовал дивизией. С января 1945 года дивизия в составе 25-го стрелкового корпуса участвовала в Варшавско-Познанской наступательной операции. В апреле 1945 года Киселёв находился по болезни в медсанбате дивизии, затем вернулся на прежнюю должность заместителя командира дивизии и участвовал с ней в Берлинской наступательной операции и в боях по уничтожению окруженной франкфуртской группировки противника.

### После войны
После окончания войны полковник В. Д. Киселёв с 12 июня по 23 ноября 1945 года находился в госпиталях по болезни, затем состоял в резерве Главного управления кадров. В феврале 1946 года был направлен в распоряжение главнокомандующего Советской военной администрации в Германии и в марте назначен военным комендантом района Люккау округа Коттбус провинции Бранденбург. С ноября 1947 года исполнял должность заместителя командира 164-го гвардейского стрелкового полка 55-й гвардейской стрелковой дивизии. С мая 1951 года служил в той же должности в 16-м гвардейском механизированном полку 8-й гвардейской механизированной дивизии Группы советских войск в Германии (ГСВГ). С мая 1952 года был военным комендантом 75-й военной комендатуры 4-й гвардейской механизированной армии ГСВГ.
8 января 1955 года В. Д. Киселёв был уволен в запас. Умер 8 июля 1980 года.

## Награды
- Награждён тремя орденами Красного Знамени, орденами Александра Невского, Отечественной войны 1-й степени и двумя орденами Красной Звезды, а также медалями, среди которых «За оборону Москвы».